# Unger-System
Das Unger-System (das auch als die Unger-Umschrift oder die Unger-Transkription bezeichnet wird) ist eine von dem Sinologen und ehemaligen Leiter des DFG-Projekts „Wörterbuch des Klassischen Chinesisch“ Ulrich Unger entwickelte Umschrift für die chinesische Sprache.

## System
Das Unger-System basiert auf der Phonologie des modernen chinesischen Dialekts von Peking, daneben versucht es jedoch, bei den Konsonanten die mittelchinesische Phonologie teilweise zu berücksichtigen. Dabei werden die mittelchinesischen Laute k-, kʰ-, h- auch da von ts-, tsʰ-, s- unterschieden, wo sie im Dialekt von Peking palatalisiert wurden (Pinyin: j, q, x). Außerdem werden Silben, die im Mittelchinesischen auf einen Plosiven endeten, durch -h markiert. Die Töne des Peking-Dialekts werden durch hochgestellte Ziffern markiert.

## Beispiele
Im Folgenden wird in einer Übersicht eine Auswahl aus den Einträgen seines Wörterbuchs dem Pinyin-System gegenübergestellt. Die Anordnung der Silben in der linken Spalte der nachfolgenden Tabelle ist streng alphabetisch. Die hier verwendete Reihenfolge weicht der Übersichtlichkeit halber von der des Unger-Systems ab.
| Unger  | Pinyin |
| ------ | ------ |
| ai     | ai     |
| an     | an     |
| ch’a   | cha    |
| chan   | zhan   |
| ch’an  | chan   |
| ch’ang | chang  |
| chao   | zhao   |
| chen   | zhen   |
| cheng  | zheng  |
| ch’eng | cheng  |
| chï    | zhi    |
| chïh   | zhi    |
| chou   | zhou   |
| chuan  | zhuan  |
| chuang | zhuang |
| chung  | zhong  |
| erh    | er     |
| fah    | fa     |
| fan    | fan    |
| fang   | fang   |
| fei    | fei    |
| fen    | fen    |
| fuh    | fu     |
| han    | han    |
| hao    | hao    |
| hiao   | xiao   |
| hien   | xian   |
| hing   | xing   |
| hioh   | xue    |
| hiung  | xiong  |
| ho     | he     |
| hoh    | he     |
| hou    | hou    |
| hü     | xu     |
| hua    | hua    |
| hun    | hun    |
| huoh   | huo    |
| i      | yi     |
| ih     | yi     |
| jan    | ran    |
| jen    | ren    |
| ki     | ji     |
| k’i    | qi     |
| kia    | jia    |
| kih    | ji     |
| ku     | gu     |
| kü     | ju     |
| jen    | ren    |
| jou    | rou    |
| ju     | ru     |
| juh    | ru     |
| kan    | gan    |
| kêh    | ke     |
| ki     | ji     |
| k’i    | qi     |
| kia    | jia    |
| k’iao  | qiao   |
| kien   | jian   |
| kih    | ji     |
| king   | jing   |
| kiu    | jiu    |
| k’iu   | qiu    |
| kua    | gua    |
| kuan   | guan   |
| k’üan  | quan   |
| kün    | jun    |
| kung   | gong   |
| lei    | lei    |
| li     | li     |
| lien   | lian   |
| liang  | liang  |
| ling   | ling   |
| lu     | lu     |
| lü     | lü     |
| luan   | luan   |
| luh    | lu     |
| luh    | p’ih   |
| lun    | lun    |
| ma     | ma     |
| mêh    | mo     |
| ming   | ming   |
| neng   | neng   |
| o      | wo     |
| oh     | e      |
| pao    | bao    |
| pêh    | bo     |
| pei    | bei    |
| p’êh   | po     |
| pieh   | bie    |
| pien   | bian   |
| pih    | bi     |
| pu     | bu     |
| puh    | bu     |
| p’uh   | pu     |
| san    | san    |
| sêh    | se     |
| shan   | shan   |
| shang  | shang  |
| shê    | she    |
| shen   | shen   |
| sheng  | sheng  |
| shï    | shi    |
| shïh   | shi    |
| shu    | shu    |
| shuh   | shu    |
| shuoh  | shuo   |
| sï     | si     |
| sih    | xi     |
| siao   | xiao   |
| sie    | xie    |
| sin    | xin    |
| sing   | xing   |
| siu    | xiu    |
| su     | su     |
| ta     | da     |
| t’ai   | tai    |
| tan    | dan    |
| tao    | dao    |
| têh    | de     |
| teng   | deng   |
| ti     | di     |
| t’i    | ti     |
| t’ien  | tian   |
| ts’ai  | cai    |
| tsao   | zao    |
| tsï    | zi     |
| ts’ï   | ci     |
| tsieh  | jie    |
| ts’ien | qian   |
| ts’ih  | qi     |
| ts’in  | qin    |
| tsing  | jing   |
| ts’ing | qing   |
| ts’ioh | jue    |
| tso    | zuo    |
| tsoh   | zuo    |
| ts’ü   | qu     |
| ts’üan | quan   |
| tsui   | zui    |
| t’u    | tu     |
| tuan   | duan   |
| t’ui   | tui    |
| tung   | dong   |
| t’ung  | tong   |
| wai    | wai    |
| wan    | wu     |
| wang   | wang   |
| wei    | wei    |
| wen    | wen    |
| wu     | wu     |
| wuh    | wu     |
| yang   | yang   |
| yin    | yin    |
| ying   | ying   |
| yoh    | yue    |
| yu     | you    |
| yü     | yu     |
| yüh    | yu     |
| yung   | yong   |

## Werke
- Grundbegriffe der altchinesischen Philosophie. Ein Wörterbuch für die Klassische Periode. Wissenschaftliche Buchgesellschaft (wbg), Darmstadt 2000, ISBN 3-534-14535-6 (Inhaltsverzeichnis PDF; 164 kB).

Für das Verständnis des Unger-Systems relevante Werke von Ulrich Unger
- Einführung in das Klassische Chinesisch. (2 Teile) Harrassowitz, Wiesbaden 1985.
  - Einführung in das Klassische Chinesisch. Teil 1 – Allgemeines, Chinesische Texte, Indices. Harrassowitz, Wiesbaden 1985, ISBN 3-447-02563-8.
  - Einführung in das Klassische Chinesisch. Teil 2 – Erläuterungen. Harrassowitz, Wiesbaden 1985, ISBN 3-447-02564-6.
- Glossar des Klassischen Chinesisch. Harrassowitz, Wiesbaden 1989, ISBN 3-447-02905-6.